# アイス・エイジ クリスマス
『アイス・エイジ クリスマス』（Ice Age: A Mammoth Christmas）は、2011年のコンピュータアニメーションによるテレビスペシャルである。『アイス・エイジ』シリーズの1作であり、ブルースカイ・スタジオが製作し、キャレン・ディッシャーが監督した。アメリカ合衆国では2011年11月24日にFOXで放送され、その後DVDとBlu-rayが発売された。日本では2011年12月14日にDVDが発売された。

## キャスト
- マニー - レイ・ロマーノ / 山寺宏一（吹替）
- シド - ジョン・レグイザモ / 太田光（吹替）
- ディエゴ - デニス・リアリー / 石塚運昇（吹替）
- ピーチ - シアラ・ブラヴォ / 大谷育江（吹替）
- スクラット - クリス・ウェッジ
- エリー - クィーン・ラティファ / 豊口めぐみ（吹替）
- クラッシュ - ショーン・ウィリアム・スコット / 永澤菜教（吹替）
- エディ - ジョシュ・ペック / 片桐真衣（吹替）
- サンタクロース - ビリー・ガーデル / 宝亀克寿（吹替）
- トナカイ - T・J・ミラー / 内田直哉（吹替）
- ナマケモノ - ジュダ・フリードランダー / 中田隼人（吹替）

## 公開
2011年11月24日にFOXで放送された。710万人の視聴者を獲得したが、これは同時間帯で2番目に高い数値であった。第39回アニー賞ではスペシャル作品賞にノミネートされた。

### ホームメディア
2011年11月26日にDVDとBlu-rayが発売された。